# 帯広市立大空中学校
帯広市立大空中学校（おびひろしりつ おおぞらちゅうがっこう）は、北海道帯広市に所在した公立（市立）中学校。
2022年4月1日、帯広市立大空小学校と統合し、大空学園義務教育学校が開校した。

## 生徒
- 生徒数 - 172人
  - 1年生 - 56人
  - 2年生 - 66人
  - 3年生 - 53人
  - 特別支援学級（内数）- 16人

2020年（令和2年）5月1日

## 部活動
- サッカー部
- 男子バスケットボール部
- 女子バスケットボール部
- 女子バドミントン部
- 卓球部
- 吹奏楽部

2021年（令和3年）12月現在